# Baia Koljučinskaja
La baia Koljučinskaja (in russo Колючинская губа, Koljučinskaja guba?) è una profonda insenatura sulla costa settentrionale della penisola dei Ciukci, nel mare dei Ciukci. Si trova in Russia nel Circondario autonomo della Čukotka. 

## Geografia
La baia è situata tra capo Vankarem (ad ovest) e capo Serdce-Kamen' (a est). È lunga 100 km e larga 37 e ha una profondità di 7-14 m. L'ingresso alla baia misura solo 2,8 km per la presenza delle isole Serych Gusej. Nella parte meridionale sfocia il fiume Ëonajveem. A 11 km, in mare aperto, si trova l'isola di Koljučin. A est, lungo la costa è situata la laguna Nėskėnpil'gyn.

## Storia
Nel 1793, la baia fu denominata Conte Bezborodko in onore dello statista russo Aleksandr Andreevič Bezborodko (1747-1799). Ma tale nome fu abbandonato e la baia fu poi ribattezzata Koljučinskaja per la vicinanza all'isola di Koljučin.